# December 2013
Dit artikel geeft een chronologisch overzicht van de belangrijkste gebeurtenissen per dag van de maand december in het jaar 2013.

## Gebeurtenissen

### 1 december
- In het New Yorkse stadsdeel The Bronx verongelukt een reizigerstrein in een bocht, waarbij vier rijtuigen ontsporen. Er vallen vier doden en tientallen gewonden. De trein bleek 132 km/h te hebben gereden waar 48 km/h de maximumsnelheid was.
- Het protest tegen de Oekraïense president Viktor Janoekovytsj houdt aan. 350.000 mensen komen op straat, de grootste betoging sinds de Oranjerevolutie in 2004. In de hoofdstad Kiev omsingelen betogers het regeringsgebouw.
- De Thaise premier Yingluck Shinawatra wordt overgebracht naar een geheime plaats naar aanleiding van het gewelddadige protest tegen de regering. In de hoofdstad Bangkok vallen minstens twee doden en 45 gewonden bij botsingen tussen betogers en politie.
- De Indiase Marssonde Mangalyaan verlaat haar baan ronde de Aarde.

### 2 december
- De komeet ISON, die als mogelijk heldere komeet vanaf de aarde zichtbaar zou kunnen zijn, blijkt bij passage langs de zon tot stof te zijn vergaan.
- Tijdens de negende dag van fel protest tegen de regering in Thailand proberen demonstranten het kantoor van de Thaise premier Yingluck Shinawatra te bestormen.
- China lanceert de Chang'e 3, een sonde die een lander naar de Maan zal brengen om aldaar geologisch onderzoek te doen.

### 3 december
- De Amerikaanse stad Detroit is, na jaren van financiële tegenwind, officieel failliet.
- Bij drie kettingbotsingen op de A19 ter hoogte van Zonnebeke (België) vallen twee doden en raken 67 mensen gewond door plotse en zeer dichte mist.[1]

### 4 december
- De Brazuca, de voetbal waarmee op het wereldkampioenschap voetbal 2014 zal worden gespeeld, wordt in de Braziliaanse stad Rio de Janeiro gepresenteerd.
- De Europese Commissie geeft aan een aantal banken, waaronder Deutsche Bank, Barclays, Société Générale, Royal Bank of Scotland, JPMorgan Chase en Citigroup, een boete van in totaal 1,7 miljard euro voor de manipulatie van rentetarieven voor onderlinge leningen.

### 5 december
- Nelson Mandela, oud-president van Zuid-Afrika en voormalig anti-apartheidstrijder, overlijdt op 95-jarige leeftijd in Johannesburg.

### 6 december
- De Wereldhandelsorganisatie sluit op Bali voor het eerst een wereldwijd vrijhandelsverdrag.

### 8 december
- Op een grote betoging tegen het bewind van president Janoekovytsj in de Oekraïense hoofdstad Kiev komen een half miljoen demonstranten af. Een standbeeld van Sovjet-leider Lenin wordt omvergetrokken. Dit wordt gezien als een symbolische daad.

### 12 december
- In Noord-Korea vindt de executie plaats van Jang Song-thaek, de in ongenade gevallen oom en mentor van de huidige leider Kim Jong-un. Volgens het staatspersbureau werd hij ter dood veroordeeld voor samenzwering tegen de staat.

### 14 december
- Voor het eerst in 37 jaar landt een ruimtesonde op de Maan. De Chang'e 3, een Chinees ruimtevaartuig, maakt een succesvolle maanlanding.
- In Duitsland geeft de SPD haar akkoord om in een regeringscoalitie te stappen met CDU, de partij van bondskanselier Angela Merkel, en CSU. 76% van de leden stemde in met het regeerakkoord.

### 15 december
- Het Syrische Mensenrechtenobservatorium meldt dat bij een reeks luchtaanvallen van het Syrische leger op de stad Aleppo minstens 76 mensen, onder wie 28 minderjarigen, zijn omgekomen.
- Michelle Bachelet wint de tweede ronde van de presidentsverkiezingen in Chili.

### 16 december
- Bij een busongeluk in Parañaque, een voorstad van de Filipijnse hoofdstad Manilla, komen achttien mensen om het leven.
- Bij verschillende aanslagen in Irak, onder andere in Tikrit, Basra en de hoofdstad Bagdad, komen minstens 53 mensen om en raken zeker zeventig mensen gewond.

### 17 december
- Angela Merkel begint aan haar derde ambtstermijn als bondskanselier van Duitsland, nadat zij in de Bondsdag met 462 stemmen wordt herkozen.
- Turner Epke Zonderland wordt voor de vierde maal gekozen tot Nederlands sportman van het jaar. Hij evenaart hiermee het record van Anton Geesink en Ard Schenk. Als beste sportvrouw wordt wielrenster Marianne Vos gekozen en hockeyer Teun de Nooijer ontvangt de Fanny Blankers-Koen Carrièreprijs.

### 18 december
- De Fed begint in januari 2014 met de afbouw van het steunprogramma voor de Amerikaanse economie. Dan schroeft de Fed de omvang van het steunprogramma terug tot 75 miljard dollar per maand.

### 19 december
- De Europese ruimtetelescoop Gaia wordt vanaf de lanceerbasis in Frans-Guyana gelanceerd met een draagraket.
- Tijdens een theatervoorstelling stort het plafond in van het Apollo Theatre in Londen. Er zijn 76 gewonden, waaronder 7 zwaargewonden.

### 20 december
- Kredietbeoordelaar Standard & Poor's verlaagt de kredietstatus van de Europese Unie van AAA naar AA+.
- Bij een schietpartij op het internationale vliegveld van Manilla komen vier mensen om het leven. Een van slachtoffers was de burgemeester van Labangan, een gemeente op het eiland Mindanao.
- Michail Chodorkovski wordt vervroegd vrijgelaten na een verzoek om gratie bij president Poetin.
- Het Russische energiebedrijf Gazprom begint met het oppompen van olie in de Petsjorazee.

### 21 december
- Bayern München wint de wereldbeker voor clubteams voor de derde keer.

### 22 december
- Triatleet Frederik Van Lierde wordt in België uitgeroepen tot Sportman van het jaar, tennisster Kirsten Flipkens wordt Sportvrouw van het jaar.
- Poolonderzoekers ontdekken een groot waterreservoir onder de ijskap van Groenland.
- Brazilië wint voor de eerste keer ooit het wereldkampioenschap handbal voor vrouwen.

### 23 december
- In Rusland worden twee bandleden van Pussy Riot vervroegd vrijgelaten door een amnestiewet van president Poetin.

### 24 december
- 3FM Serious Request verzamelt in Leeuwarden een recordbedrag van 12.302.747 euro om kindersterfte door  diarree in de derde wereld te bestrijden.
- Een zware storm raast over West-Europa en zorgt in onder meer Groot-Brittannië, Frankrijk en Nederland voor overlast en schade.

### 25 december
- De Russische autoriteiten trekken hun aanklacht tegen veertien van de dertig Greenpeace-opvarenden van de Arctic Sunrise in. Ze hebben een uitreisvisum nodig om Rusland te kunnen verlaten.
- In Turkije beslist de rechtbank van Istanboel dat de bouwplannen rond het Taksimplein niet door mogen gaan.
- De regering van Egypte bestempelt de Moslimbroederschap officieel als terroristische organisatie.

### 26 december
- In Argentinië raken meer dan zestig mensen aan het strand gewond bij een aanval door piranha's.

### 27 december
- Bij een bomaanslag in de Libanese hoofdstad Beiroet raken zeker 71 mensen gewond en worden zes mensen gedood, waaronder oud-minister en voormalig ambassadeur Mohammed Shattah.
- Het zuidoosten van Brazilië wordt getroffen door de ergste overstromingen in negentig jaar.
- Negentien mensen, onder wie vier kinderen, komen om bij een schietpartij in Daleh (Jemen), wanneer het leger het vuur opent op een begrafenistent.

### 28 december
- Minstens 23 mensen komen om bij een brand in de sneltrein van Bangalore naar Nanded in de Indiase deelstaat Andhra Pradesh.

### 29 december
- Oud-Formule 1-coureur Michael Schumacher raakt zwaargewond na een ski-ongeval in de Franse Alpen. Schumacher heeft hersenletsel en wordt in een kunstmatig coma gehouden.

### 30 december
- Meer dan vijftig gewapende mannen, aanhangers van Paul Joseph Mukungubila, worden gedood door ordediensten in de Congolese hoofdstad Kinshasa wanneer zij een militair kamp, de nationale luchthaven en kantoren van de openbare omroep aanvallen.
- Daags na een zelfmoordaanslag op het station, waarbij zeventien doden vielen, wordt er in de Russische stad Wolgograd opnieuw een bomaanslag gepleegd, ditmaal in een volle trolleybus tijdens de ochtendspits. Daarbij komen zeker vijftien mensen om.

### 31 december
- Zeven mensen komen om bij een bomaanslag op een nieuwjaarsfeestje in het plaatsje Sumisip op de Filipijnen.

## Overleden
<< · januari · februari · maart · april · mei · juni · juli · augustus · september · oktober · november · december · >>